# Права ЛГБТ в Андорре
Положение лесбиянок, геев, бисексуалов и трансгендерных людей (ЛГБТ) в Андорре значительно улучшилось в XXI веке. Гражданские союзы, которые предоставляют все преимущества брака, включая усыновление, признаются с 2014 года, а дискриминация по признаку сексуальной ориентации запрещена конституцией. 21 июля 2022 года Генеральный совет принял закон, который легализует однополые браки в 2023 году и преобразует все гражданские союзы в гражданские браки.

## Закон об однополых сексуальных отношениях
Закон, запрещающий однополые сексуальные отношения, был отменен в 1791 году.
Возраст согласия в Андорре составляет 14 лет, как указано в статье 147 Уголовного кодекса, которая гласит:  

1) Любое лицо, совершающее половой акт с лицом моложе четырнадцати лет … подлежит наказанию в виде лишения свободы на срок от трёх месяцев до трёх лет.
Параграф 2 гласит, что если половой акт связан с половым проникновением, наказание составляет от трёх до десяти лет. 

## Признание однополых отношений
Начиная с 2023 года, однополые гражданские браки легальны в Андорре. До этого были доступны гражданские союзы.
С 2005 года однополые пары получили возможность зарегистрировать свое партнерство под названием «стабильный союз пары» (unió estable de parella). 2 июня 2014 года правящая партия «Демократы за Андорру» внесла в Генеральный совет законопроект о гражданском союзе. Законопроект устанавливал гражданские союзы, равные браку во всем, кроме названия, а также предоставлял однополым парам право совместного усыновления. 27 ноября 2014 года законопроект был принят 20 голосами против 3 при нескольких воздержавшихся. 24 декабря законопроект был опубликован в официальном журнале после промульгации соправителем Франсуа Олландом, поскольку требовалась подпись одного из двух соправителей. Он вступил в силу 25 декабря. 
10 марта 2020 года три партии, образующие правящую коалицию, — «Демократы за Андорру», Либеральная партия и «Вовлечённые граждане», — представили проект закона о реформе семейного законодательства, включающий легализацию однополых браков. Законопроект также предусматривал упразднение гражданских союзов и преобразование всех существующих союзов в гражданский брак. Законопроект был внесен на рассмотрение Генерального совета 24 ноября 2020 года и принят 21 июля 2022 года.

## Усыновление и планирование семьи
До 2014 года однополые пары не имели права усыновлять детей, поскольку закон об усыновлении признавал такую возможность только за гетеросексуальными парами. Ситуация изменилась, когда в ноябре 2014 года был принят закон о гражданских союзах, предоставляющий полное право на усыновление, который вступил в силу 25 декабря 2014 года. 

## Защита от дискриминации
В Андорре с 2005 года запрещена дискриминация по признаку сексуальной ориентации. Преступления на почве ненависти, мотивированные сексуальной ориентацией жертвы, влекут за собой дополнительные юридические санкции. Кроме того, в декабре 2008 года Конституционный трибунал постановил, что сексуальная ориентация включена в число запрещенных оснований для дискриминации в Конституции Андорры под категорией «любое другое основание». 
Статья 4 Закона 35/2008 от 18 ноября о профессиональных отношениях (кат. Llei 35/2008, del 18 de desembre, del Codi de relacions laborals) запрещает работодателям и работникам, в частности, дискриминировать сотрудников или коллег по признаку сексуальной ориентации. 
Сообщения о публичной дискриминации ЛГБТ редки. В 2000 году в стране был убит молодой гей, 17-летний Нуну Рибейро, из-за своей сексуальной ориентации, что вызвало общественный резонанс. Кроме того, есть несколько случаев, когда родители выгоняют своих детей из дома из-за их сексуальной ориентации. Однако в целом андоррское общество, как правило, очень терпимо относится к проявлениям гомосексуальности и однополым отношениям, и уровень их принятия высок. 
В феврале 2019 года Генеральный совет принял нормативные акты, касающиеся равного обращения и недискриминации. Llei 13/2019, del 15 de febrer, per a la igualtat de tracte i la no-dismission («Закон 13/2019 от 15 февраля о равном обращении и недискриминации») обеспечивает защиту ЛГБТ во многих областях, включая занятость, образование, здравоохранение, социальные услуги, жилье, общественные учреждения и т. д. Статья 4(2) гласит:  

Никто не может подвергаться дискриминации по признаку рождения, гражданства или отсутствия гражданства, расового происхождения либо этнической принадлежности, пола либо принадлежности к женскому полу, религии, философских, политических либо профсоюзных убеждений, языка, возраста, инвалидности, сексуальной ориентации, гендерной идентичности или самовыражения, или любого другого личного или социального состояния или обстоятельства.

## Права трансгендерных людей
Новый Закон о семье, принятый парламентом 21 июля 2022 года, позволит трансгендерным людям изменять имя и пол в юридических документах с помощью простого процесса без медицинского вмешательства. Закон вступил в силу через шесть месяцев после его промульгации. 
Дискриминация по признаку гендерной идентичности и самовыражения в таких областях, как трудоустройство, предоставление товаров и услуг и т. д., запрещена. Кроме того, Llei 14/2019, del 15 de febrer, qualificada dels drets dels infants i elsteens («Закон 14/2019 от 15 февраля о правах детей и подростков») устанавливает, что трансгендерные дети должны уважаться в своей гендерной идентичности. 

## Донорство крови
Мужчины, практикующие секс с мужчинами (МСМ), могут сдавать кровь в Banc de Sang i Teixits de Catalunya и в Établissement Français du Sang во Франции. 

## Активизм
В 2019 году была сформирована ЛГБТ-группа DiversAnd. Она была создана после того, как ассоциация Som Com Som (что в переводе с каталонского означает «Мы такие, какие есть») прекратила деятельность в 2018 году. DiversAnd фокусируется на предотвращении и пресечении издевательств и дискриминации в школах, отстаивании прав трансгендерных людей на изменение имени и пола, а также на однополых браках. Она организовала парад гордости в июне 2019 года.
Первая демонстрация ЛГБТ в Андорре состоялась 6 сентября 2002 года. 23 июня 2003 года Som Com Som организовала первый гей-парад в стране, который прошел на площади Пласа-дель-Побле в Андорре-ла-Велья.
17 мая 2019 года, в Международный день борьбы с гомофобией, Департамент по вопросам равенства выпустил короткометражный фильм под названием «#lovingdiversity» с целью повысить осведомленность в Интернете о проблемах ЛГБТ. 

## Общественное мнение
Согласно опросу, проведенному в 2013 году Институтом изучения Андорры, 70% андоррцев высказались за однополые браки, 19% — против, а 11% не определились или отказались отвечать.

## Сводная таблица
| Однополые отношения                                                                         | (с 1791)                                    |
| Равный возраст согласия (14)                                                                | (с 1791)                                    |
| Антидискриминационные законы в отношении сексуальной ориентации                             | (с 2005)                                    |
| Антидискриминационные законы в отношении гендерной идентичности или самовыражения           | (с 2019)                                    |
| Законы о преступлениях на почве ненависти включают сексуальную ориентацию                   | (с 2005)                                    |
| Законы о преступлениях на почве ненависти включают гендерную идентичность или самовыражение | No                                          |
| Однополые браки                                                                             | (с 2023)                                    |
| Признание однополых пар                                                                     | (с 2005)                                    |
| Усыновление ребенка однополыми парами                                                       | (с 2014)                                    |
| Совместное усыновление однополыми парами                                                    | (с 2014)                                    |
| Разрешение для геев и лесбиянок открыто служить в армии                                     | не имеет военных                            |
| Право менять юридический пол                                                                | (с 2023)                                    |
| Несовершеннолетние интерсексуалы защищены от инвазивных хирургических процедур              | No                                          |
| Возможность выбора третьего пола                                                            | No                                          |
| Доступ к ЭКО для лесбийских пар                                                             | (с 2023)                                    |
| Конверсионная терапия запрещена для несовершеннолетних                                      | No                                          |
| Коммерческое суррогатное материнство для гей-пар                                            | (Запрещено также для гетеросексуальных пар) |
| Разрешение быть донорами крови для МСМ                                                      | (с 2011)                                    |